# Bowleys Quarters
Bowleys Quarters és una concentració de població designada pel cens dels Estats Units a l'estat de Maryland. Segons el cens del 2000 tenia 6.314 habitants.

## Demografia
Segons el cens del 2000, Bowleys Quarters tenia 6.314 habitants, 2.483 habitatges, i 1.748 famílies. La densitat de població era de 754,8 habitants per km².
Dels 2.483 habitatges en un 33,3% hi vivien nens de menys de 18 anys, en un 54% hi vivien parelles casades, en un 11,3% dones solteres, i en un 29,6% no eren unitats familiars. En el 22,3% dels habitatges hi vivien persones soles el 6,6% de les quals corresponia a persones de 65 anys o més que vivien soles. El nombre mitjà de persones vivint en cada habitatge era de 2,54 i el nombre mitjà de persones que vivien en cada família era de 2,98.
Per edats la població es repartia de la següent manera: un 24,6% tenia menys de 18 anys, un 8% entre 18 i 24, un 34% entre 25 i 44, un 23,1% de 45 a 60 i un 10,3% 65 anys o més.
L'edat mediana era de 36 anys. Per cada 100 dones de 18 o més anys hi havia 96,8 homes.
La renda mediana per habitatge era de 52.250 $ i la renda mediana per família de 61.024 $. Els homes tenien una renda mediana de 41.881 $ mentre que les dones 27.265 $. La renda per capita de la població era de 23.295 $. Entorn del 5,5% de les famílies i el 6,6% de la població estaven per davall del llindar de pobresa.

## Poblacions més properes
El següent diagrama mostra les poblacions més properes.